# Hoya chlorantha
Hoya chlorantha är en oleanderväxtart som beskrevs av Rechinger. Hoya chlorantha ingår i släktet Hoya och familjen oleanderväxter. Inga underarter finns listade i Catalogue of Life.